# Isethionsäure
Isethionsäure (2-Hydroxyethansulfonsäure) ist die einfachste hydroxygruppenhaltige Alkansulfonsäure. Sie eignet sich wegen ihrer hohen Polarität und der relativ guten Löslichkeit ihrer Erdalkalimetallsalze zur Veresterung mit langkettigen Carbonsäuren zu Isethionaten (Acyloxyethansulfonaten), die als anionische Tenside eingesetzt werden.

## Gewinnung und Darstellung
Isethionsäure kann durch Hydrolyse von Carbylsulfat über Ethionsäure als instabiles Zwischenprodukt erhalten werden.
Die entstehende Schwefelsäure erschwert die Isolierung der Isethionsäure, in nach Aufkonzentrierung der verdünnten Lösung zudem als Monohydrat vorliegt.
Die als Zwischenprodukt anfallende Ethionsäure entsteht auch durch Reaktion von einem Mol Ethanol mit zwei Mol Schwefeltrioxid und geht beim Erhitzen mit Natronlauge unter Wasserabspaltung in Natriumvinylsulfonat über.
Die Oxidation von 2-Mercaptoethanol mit Wasserstoffperoxid (60 Gew.-%) liefert nach Abtrennung der als Nebenprodukt entstehenden Schwefelsäure bis 99,9 % reine Isethionsäure in hoher Ausbeute (95,9 % d.Th.) als 50 gewichtsprozentige wässrige Lösung.
Wegen der einfacheren Zugänglichkeit des Natriumisethionats – aus den preisgünstigen Rohstoffen Ethylenoxid und Natriumhydrogensulfit – dient dieses als gängiges Ausgangsmaterial für die Darstellung der Isethionsäure durch Ansäuern mit Mineralsäure, wie z. B. konz. Salzsäure mit 80%iger Ausbeute, mit organischen Säuren, wie z. B. Oxalsäure mit 94%iger Ausbeute oder durch Einleiten von trockenem HCl-Gas in alkoholische Natriumisethionat-Lösungen mit quantitativer Ausbeute.

## Eigenschaften
Isethionsäure wird meist als farblose, viskose Flüssigkeit beschrieben, die mit Wasser mischbar ist und in wässriger Lösung stark sauer reagiert. Die Darstellung der Isethionsäure nach Lit. führt zu einem wasser- und chloridfreien Produkt, das beim Abkühlen zu einem Feststoff kristallisiert.

## Verwendung
Isethionsäure wird in Galvanikbädern, z. B. zur Verzinnung von Metallen eingesetzt und findet Verwendung zur Herstellung von  Tinten und Harzen, sowie als saurer Katalysator.
Bereits 1862 identifizierte Hermann Kolbe das Umsetzungsprodukt von Isethionsäure mit Ammoniak als 2-Aminoethansulfonsäure (Taurin) und widerlegte die Vermutung, es handele sich um Isethionsäureamid.
Aus Isethionsäure können die von N.E. Good vorgeschlagenen biologischen Puffer durch Umsetzung mit entsprechenden funktionellen Aminen dargestellt werden, wie z. B. HEPES, MES, CHES und andere. Isethionsäure dient ebenfalls als Ausgangsmaterial für Tenside aus der Klasse der (Acyl-)Isethionate, allerdings wird hierzu das einfacher zugängliche Natriumisethionat bevorzugt.